# Cyphon simplex
Cyphon simplex es una especie de coleóptero de la familia Scirtidae.

## Distribución geográfica
Habita en  Irán.